# Osmussaar
Osmussaar (en suédois : Odensholm) est une île d'Estonie située en mer Baltique, au nord-ouest du pays.

## Géographie
Par sa superficie, Osmussaar est la 14e plus grande île d’Estonie : 469 ha, pour une longueur de 4,6 km selon un axe nord-ouest sud-est, une largeur de 1,3 km et une côte longue de 14 km. Elle est située à 7,5 km de la côte de la commune de Lääne-Nigula, dans le comté de Lääne, à laquelle elle est rattachée et à 62 km au sud d'Hanko, en Finlande. 
Elle s'étend à l'entrée du golfe de Finlande ; sa côte orientale borde ce dernier. La limite conventionnelle du golfe de Finlande est déterminée ensuite par la ligne Osmussaar-Hankoniemi. L’île culmine à 8 m.
Osmussaar est, après Öland en Suède, le point le plus à l'ouest de la cuesta de la mer Baltique (Klint). Osmussaar n'est, fondamentalement, qu'une île fossile du klint. La hauteur de la falaise des côtes nord et est de l’île n'excède pas 6 m, mais rapportée au  plateau marin environnant, l'altitude de l’île est de 60 m.
Cette île ne possède qu'une fine couche de sédiments marins Quaternaires (moins de 2 m), qui recouvre un substrat crayeux de l’Ordovicien. L’île a surgi de la mer il y a 2000–3000 ans, et sa surrection se poursuit au rythme de 3 mm/an. La côte ouest de l'île n'est faite que de grandes plages de galets calcaires. On trouve un grand nombre de blocs erratiques à travers l’île. Leur diamètre atteint fréquemment plus de 10–20 m, mais ce qui est encore plus remarquable, c'est leur composition pétrographique (un type unique de brèche), qui s'est formée au cours de l’impact qui a donné naissance à l’astroblème de Neugrund.
Le plus puissant séisme jamais enregistré en Estonie, évalué à 4,7 sur l’échelle de Richter, est survenu le 25 octobre 1976 dans les environs d'Osmussaar, (Osmussaare maavärin). Il a provoqué l'effondrement d'une partie de la falaise de la côte nord-est et détruit quelques maisons. L'épicentre du séisme se trouvait à 5–7 km au nord-est de l’île, à une profondeur de 10 à 13 km.

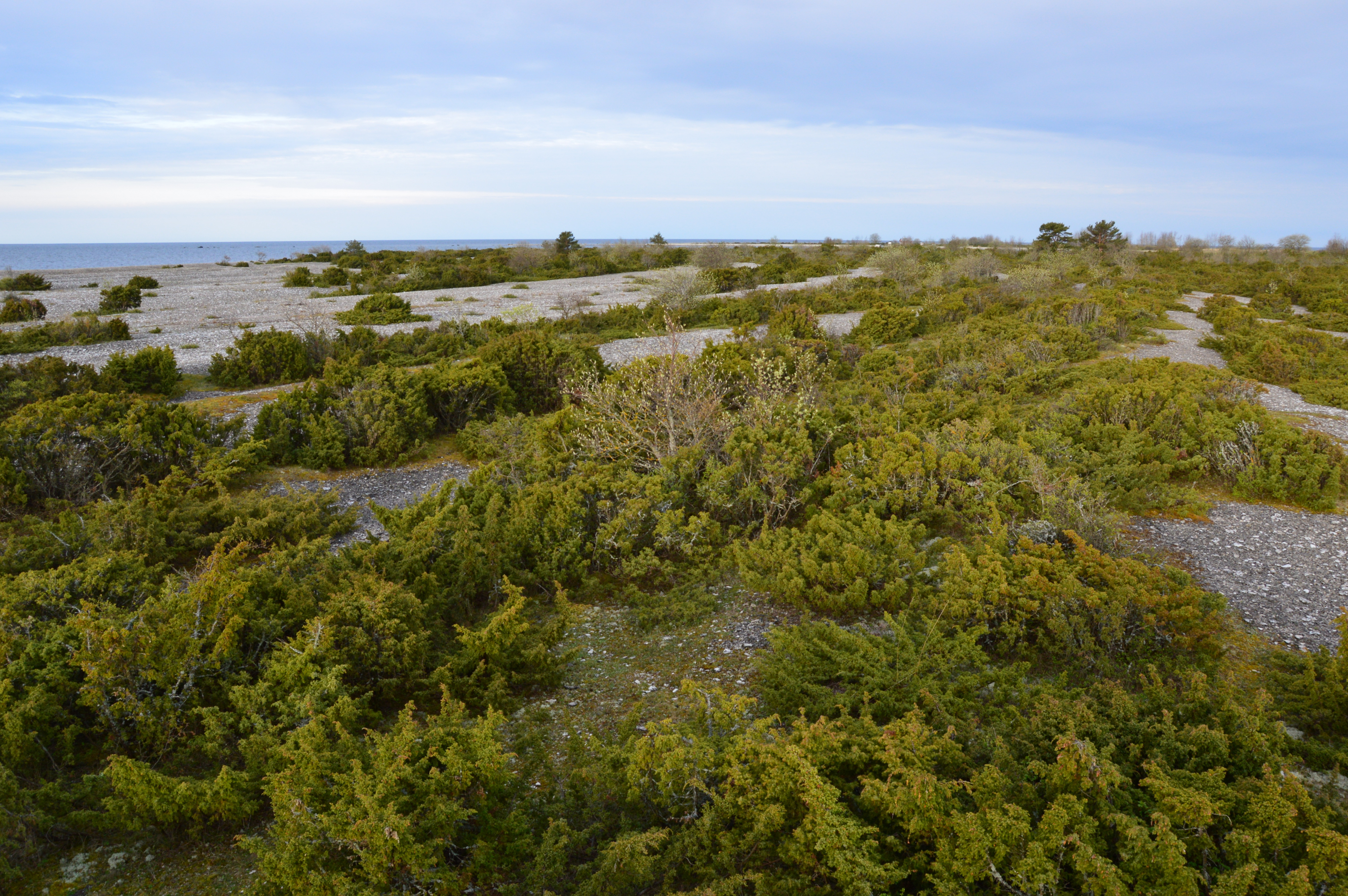
prairie de genévriers.
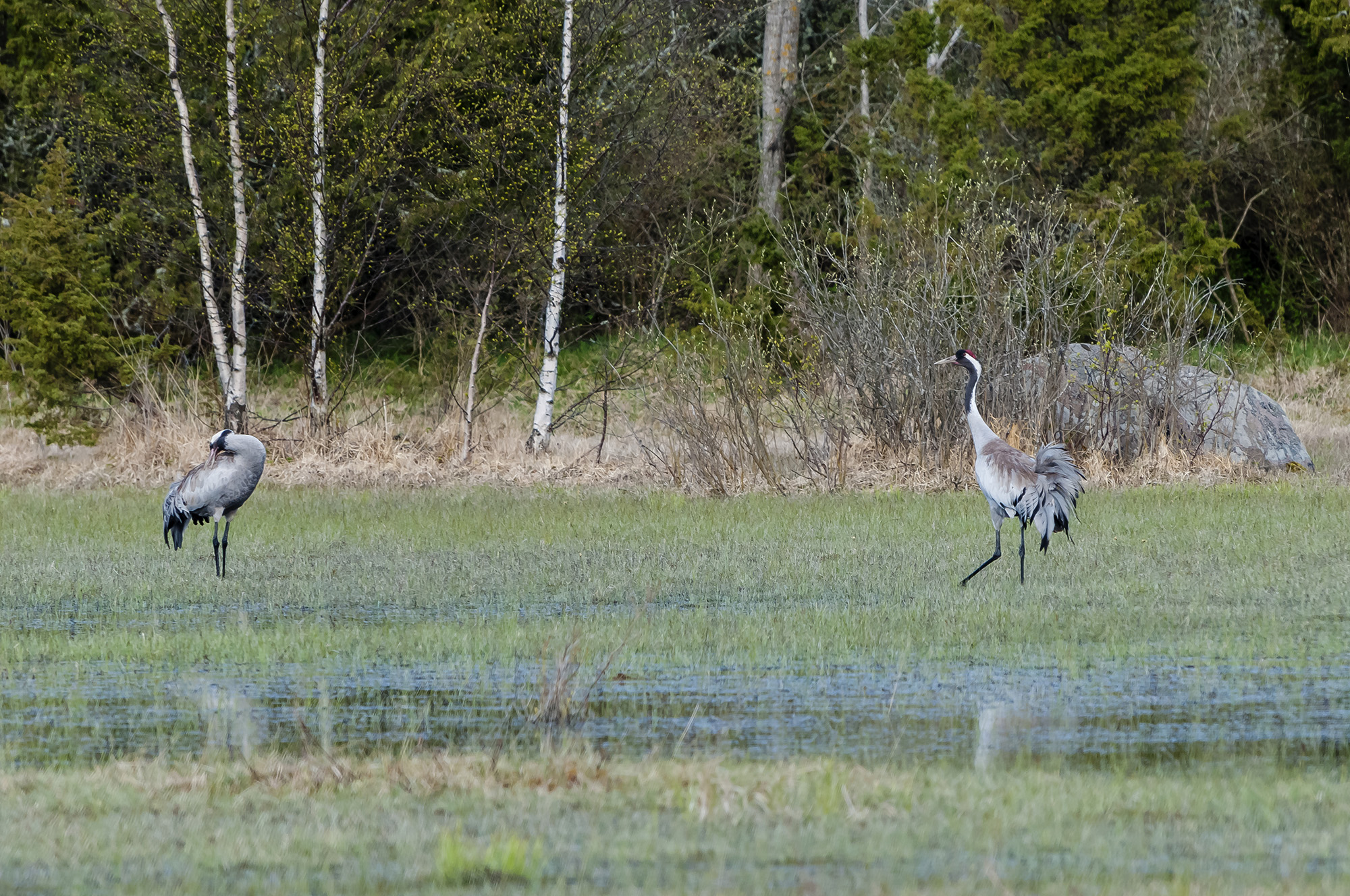
Grues cendrées.
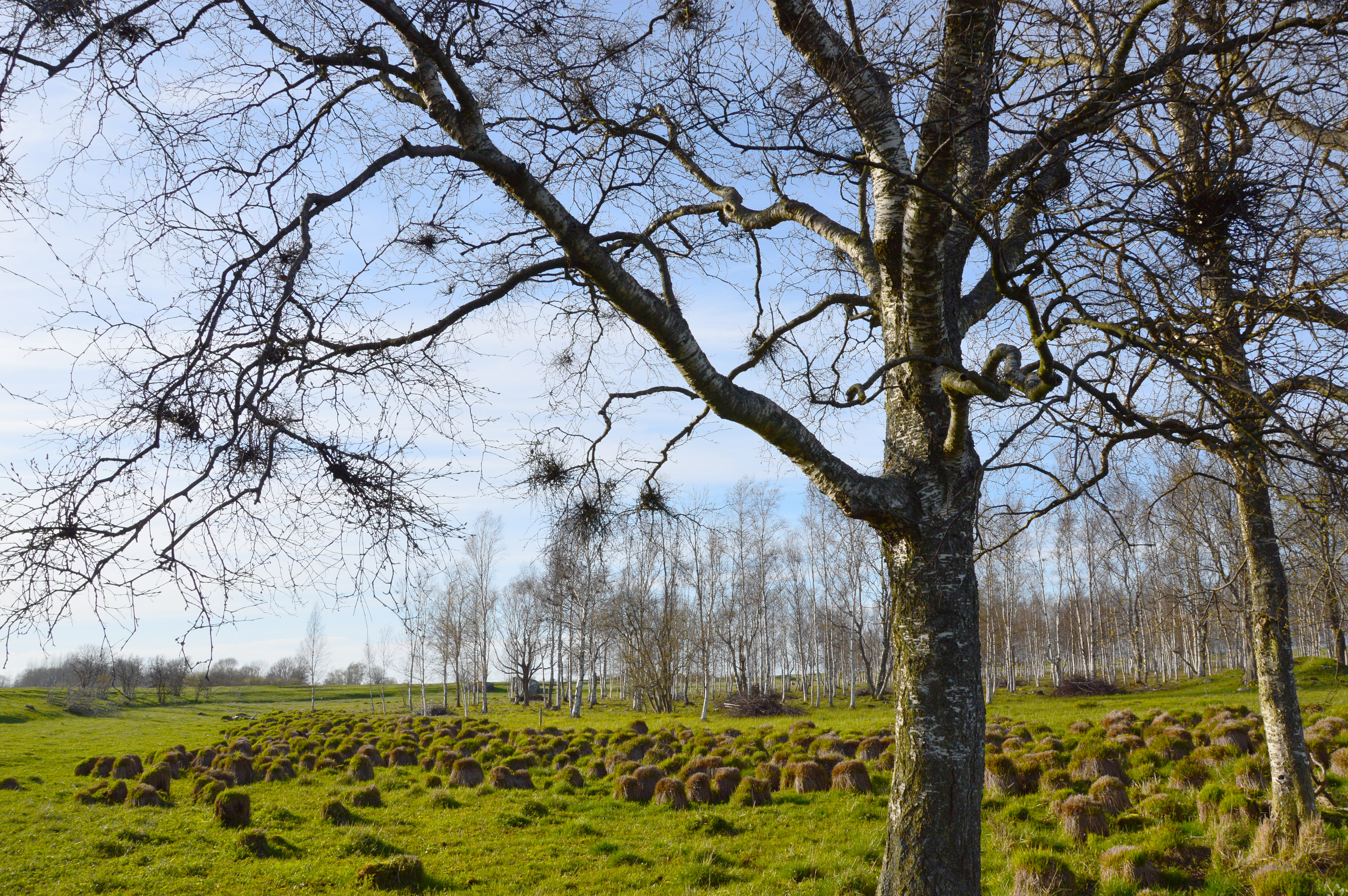
Carex.
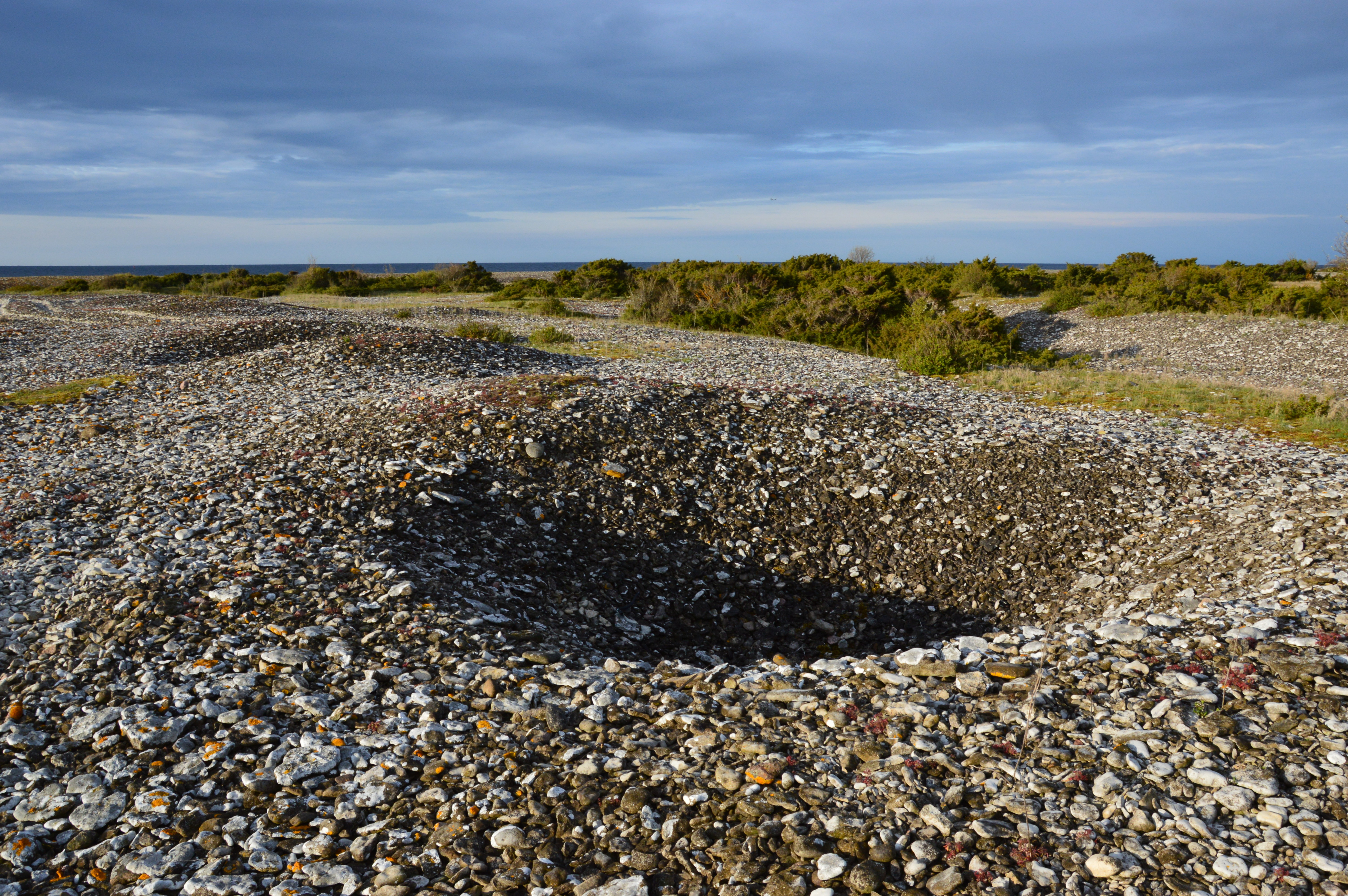
Un paysage de l'île.
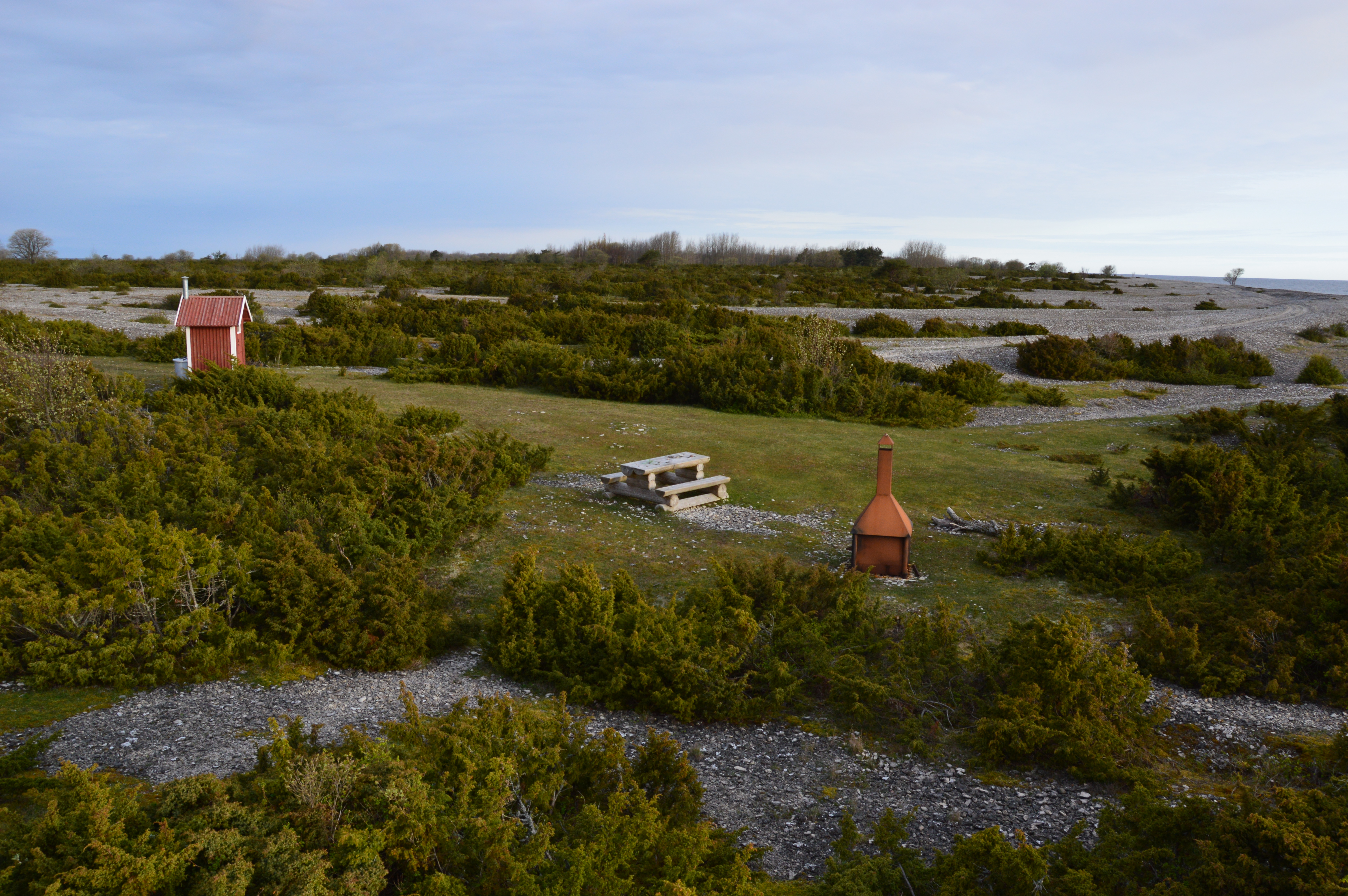
Un camping.
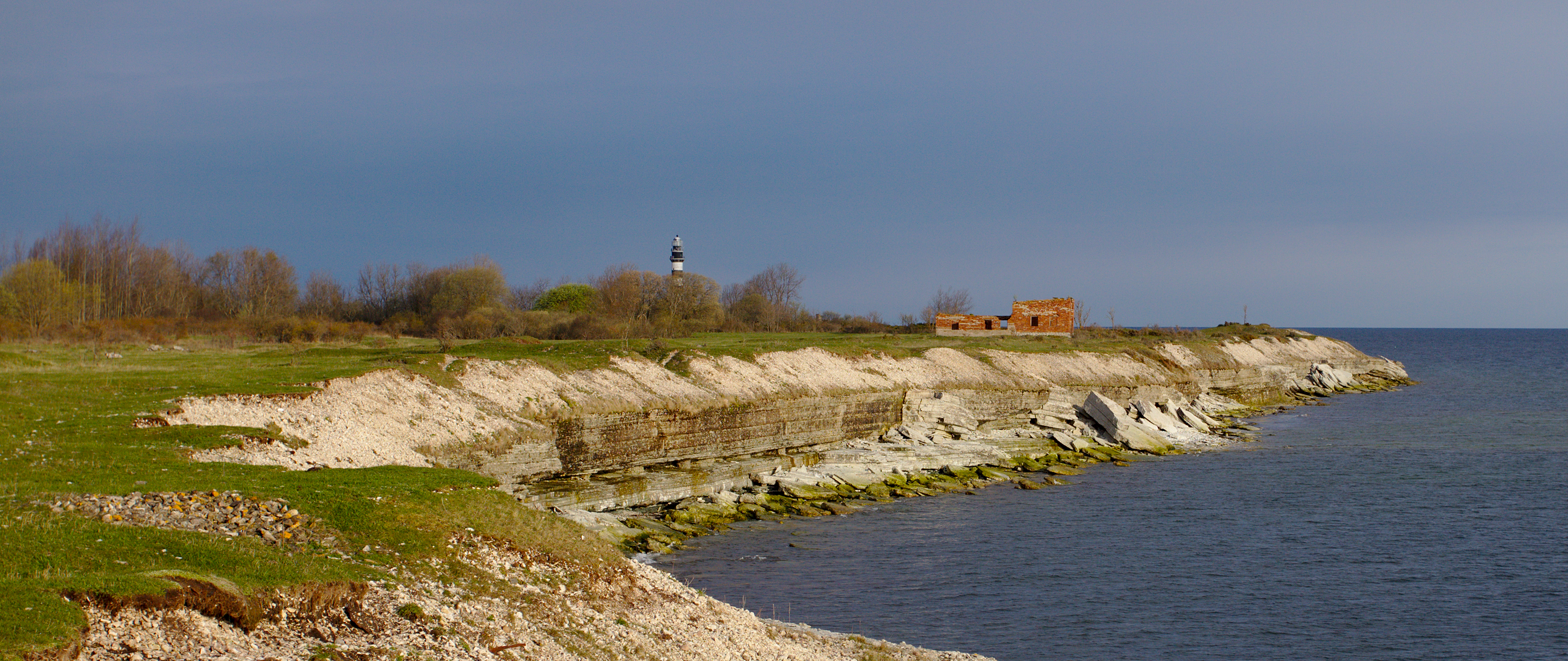
Le littoral nord-est.
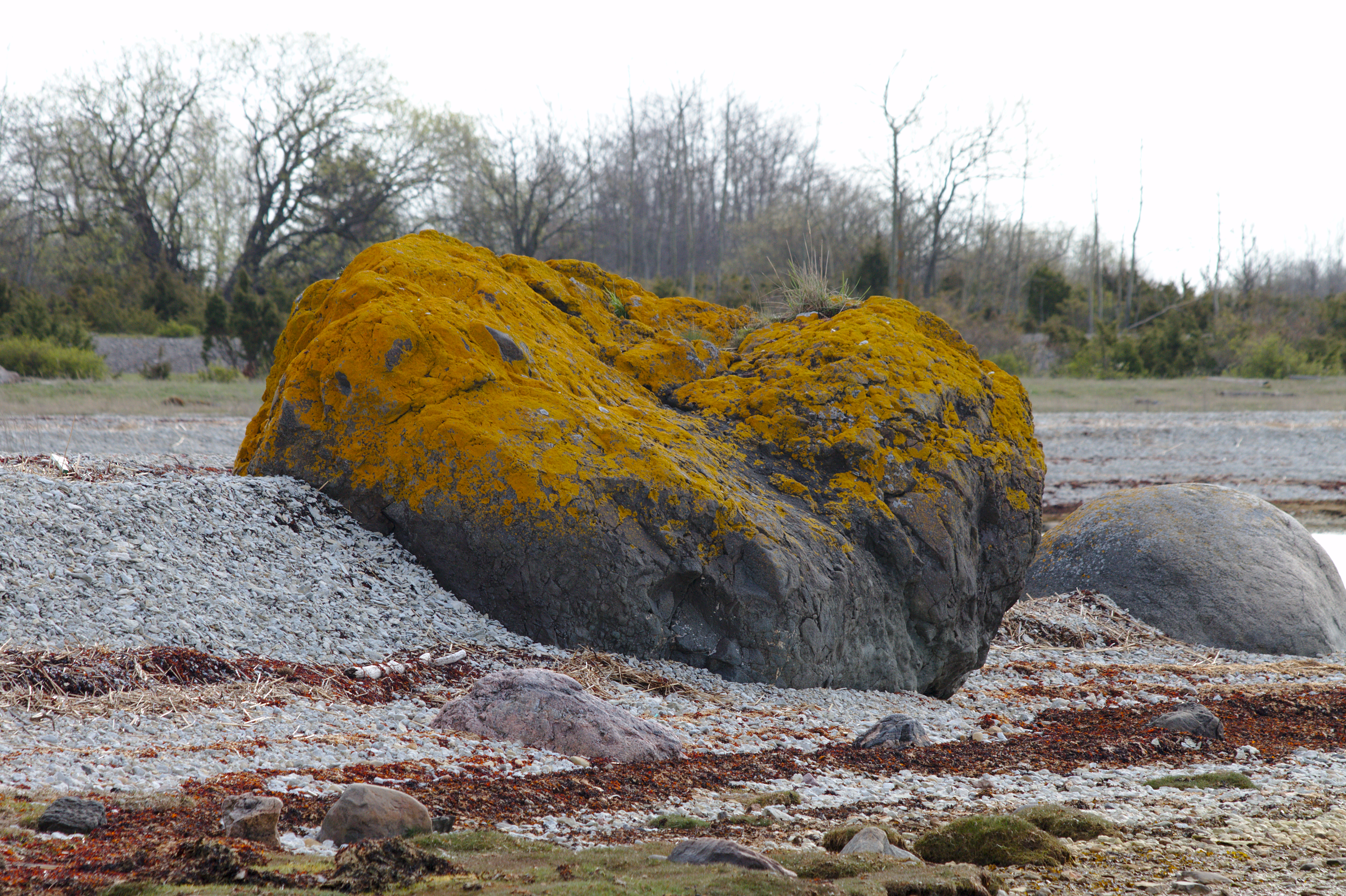
La brèche caractéristique de Neugrund.

## Histoire
Sous l'Empire russe, l'île gardait son nom suédois d'Odensholm. Les parages de cette île ont été témoins d'un combat naval, le 26 août 1914, avec pour conséquence le naufrage du SMS Magdeburg. Petit combat, mais qui eut des conséquences de première importance sur l'aspect naval de la Première Guerre mondiale (1914-1918).

## Démographie
Elle ne compte pas de population permanente. L'île était peuplée quasi-exclusivement de Suédois d'Estonie qui ont fui vers la Suède lors de l'invasion de l'Estonie par les Soviétiques pendant la Seconde Guerre mondiale.

## Culture
En 1937, le pionnier du cinéma estonien Konstantin Märska réalisa un film documentaire ethnologique sur Osmussaar. 